# Средно училище „Йоан Екзарх Български“
Средно училище „Йоан Екзарх Български“ е гимназия в град Шумен, разположена на адрес: ул. „Преслав“ № 1 в жилищен комплекс „Добруджански“. Директор на училището е Валентина Тодорова Тодорова.

## История
Отначало училището е било мъжка гимназия. След това тук се е помещавал механотехникумът, който се премества в друг район, а в сградата се нанася спортно училище. От 2000 г. тук се създава СОУ „Йоан Екзарх Български“, известно като хуманитарна гимназия. 
Средно училище „Йоан Екзарх Български” е едно от утвърдените в град Шумен. Още с появата си през 2000-та година се реализира като училище, съхраняващо и развиващо добрите  традиции и новите ценности в областта на хуманитаристиката.
Днес в училището се обучават  ученици от I до XII клас, под грижите на висококвалифицирани педагогически специалисти. Създадени са и активно се използват специализирани кабинети, между които три компютърни, кабинет по биология и здравно образование, по химия и опазване на околната среда, мултимедиен кабинет, по хуманитарни науки, музика и други.  Училището разполага с многофункционална спортна зала, физкултурен салон и модерна спортна площадка с изкуствена тревна настилка. От 2021 година функционира STEM център „Утреландия“.
Показатели за отличната подготовка са постигнатите резултати на възпитаниците на училището в национални олимпиади по философия и литература, конкурси по история, в изявите на „Екзарх Академия”, в кандидатстудентските изпити.

## Иновативно Училище
Средно училище „Йоан Екзарх Български“ – Шумен получава статут на  иновативно училище през учебната 2017/2018 година. Това е естествено продължение на повече от десетгодишната работа на училището по иновативни подходи в образователния процес и предоставянето на  среда,  в която учениците могат да подобряват образователните си резултати, мотивацията си за учене, участието си в училищния живот и да развиват креативното си мислене.
Първият проект, озаглавен „Да изпреварим времето“, поставя основите на иновативното управление, дигитализацията и организацията на учебния процес в училище.
От учебната 2020/2021 година започва реализацията на проект „Без домашно вкъщи“. Проектът обхваща паралелки от началния и прогимназиалния етап на основната образователна степен.
Иновацията дава възможност:
- за утвърждаване и развитие на създадения образователен модел, съобразен с профила на съвременния ученик;
- за качествено обучение чрез дигитализация на учебния процес
- за усъвършенстване организационния модел и подходите на обучение.

Целодневната организация на учебния ден в иновативните паралелки от начален етап се провежда по модела „Учител А – Учител Б“ в смесен блок сутрин и след обяд – екип от двама учители води учебните часове според седмичното разписание и дейностите в ГЦОУД, като по този начин учениците имат възможност в рамките на учебния ден да приключат напълно с учебната работа.
Училището участва и в Национална програма „Иновации в действие“, Модул 1 „Мобилност за популяризиране и мултиплициране на добри иновации между училищата“ от 2019/2020 г.

## Профили и специалности
В училището се извършва обучение от I до XII клас. Има паралелки с хуманитарен профил и непрофилирани паралелки.

### Непрофилирани паралелки

#### От V клас
С допълнително изучаване във всяка паралелка като избираем предмет по 1 час седмично:
- български език и литература
- математика
- физическо възпитание и спорт (по избор)

### Хуманитарен профил

#### От VIII клас
Интензивно изучаване на английски език (18 часа седмично)

Профилиращи предмети:
- български език и литература
- история и цивилизации
- английски език
- информационни технологии

Интензивно изучаване на английски език (18 часа седмично)

Профилиращи предмети:
- български език и литература
- история и цивилизации
- английски език
- чужд език - Испански/Руски

### Профил „Предприемачески“
Интензивно изучаване на английски език (18 часа седмично)

Профилиращи предмети:
- предприемачество
- информационни технологии
- български език и литература
- философия

## Условия
Създадени са и активно се използват специализирани кабинети, между които три компютърни, кабинет по биология и здравно образование, по химия, по европеистика и гражданско образование, по хуманитарни науки и други. Училището разполага с два физкултурни салони и модерна спортна площадка с изкуствена тревна настилка.